# Sunni Ali
Sunni Ali (Sunni Ali Ber o Sonni Ali) fou un rei songhai del Sahel occidental a la regió del riu Níger, que va regnar del 1464 al 1492. Va succeir el 1464 a Silman Dandi, i va iniciar un període expansiu dels songhais.
El seu nom de naixement era Ali Kolon. Fou el primer gran rei songhai. En els seus vint-i-vuit anys de regnat va conquerir una ampla banda de territori al llarg del riu Níger des del límit de Kebbi (Kabi) al sud-est fins a Djenné al sud-oest; per aquestes conquestes es va valer d'una infanteria i una cavalleria reorganitzades. Va conquerir la ciutat de Timbuctú el 1468 i la de Djenné el 1475. A la primera es va comportar brutalment amb els erudits locals durant la conquesta, provocant una general hostilitat exacerbada pel judici a al-Maghili, que el va declarar infidel (kafir). Va construir una flota de vaixells per patrullar el riu Níger. Alguns historiadors pensen que només era musulmà nominalment però altres consideren que havia fusionat elements de l'islam i de la religió tradicional.
Va morir el 1492. Segons el Tarikh al-Sudan, Ali es va ofegar mentre creuava el riu Níger, però les tradicions orals diuen que fou mort pel fill de la seva germana, Muhammad Ture. El seu fill Sonni Baru el va succeir però li va disputar el poder Muhammad Ture quan Baru va refusar fer-se musulmà, i finalment fou enderrocat el 1493. Segons la tradició quan es va saber que Muhammad Ture havia agafat el poder la seva mare (la germana de Sonni Ali) va exclamar ¡Askia! (el més fort) malnom que Muhammad va adoptar i fou el nom de la dinastia que va fundar.